# Tenuipalpus pyroides
Tenuipalpus pyroides är en spindeldjursart som beskrevs av Meyer 1979. Tenuipalpus pyroides ingår i släktet Tenuipalpus och familjen Tenuipalpidae. Inga underarter finns listade i Catalogue of Life.